# Apeadeiro de Laundos
O Apeadeiro de Laundos foi uma interface da Linha do Porto à Póvoa e Famalicão, que servia a localidade de Laundos, no concelho de Póvoa de Varzim, em Portugal.

## História

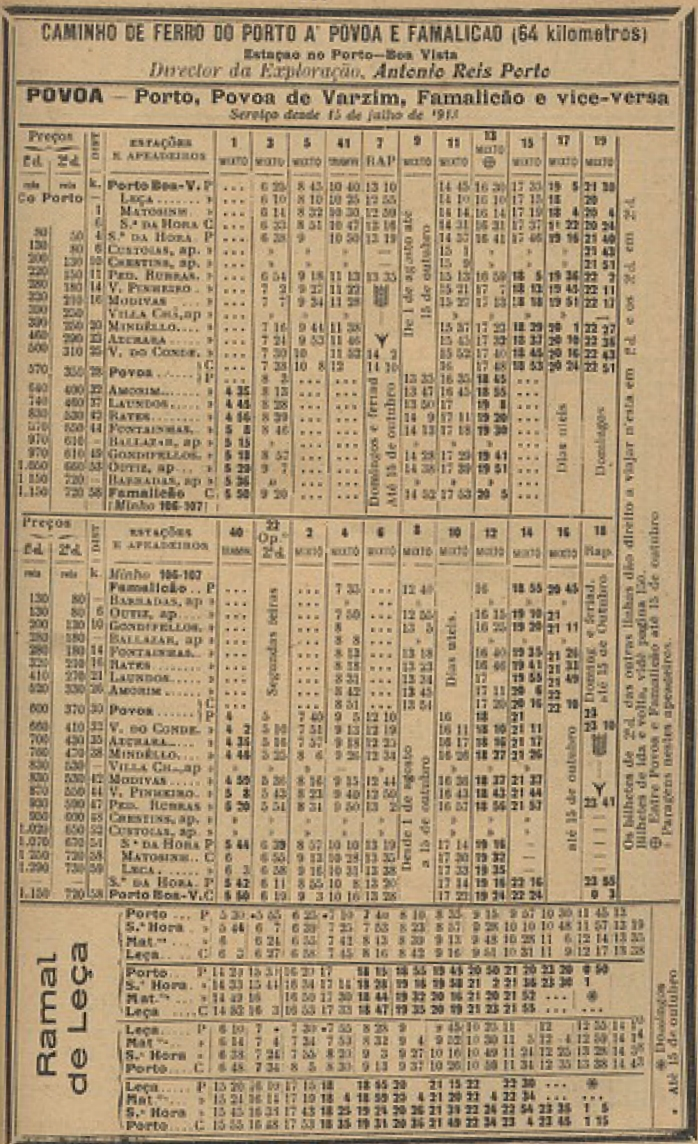
Horários de 1913, onde Laundos aparece com a categoria de estação

Este apeadeiro situava-se no troço entre Póvoa de Varzim e Fontainhas, que entrou ao serviço em 7 de Agosto de 1878.
Em 1888, existia uma carreira de diligências entre a estação de Laundos e a Praia da Apúlia, que demorava cerca de uma hora a fazer o percurso.
Em 1901, a Companhia da Póvoa de Varzim pediu autorização para construir várias linhas, incluindo uma de Laundos a Fão, pela Praia da Apúlia. A construção do Ramal de Laundos foi aprovada pelo Conselho de Administração dos Caminhos de Ferro do Estado, e em 1905 a direcção do Minho e Douro ordenou a realização de um inquérito administrativo de utilidade pública sobre aquele caminho de ferro.
Em 1913, tinha a categoria de estação.